# ジャガモンド
ジャガモンドは、日本のお笑いコンビ。所属はケイダッシュステージ。

## メンバー
- 城戸 勇一（きど ゆういち、1991年1月9日（34歳） - ）
ボケ役担当。
身長180cm、体重98kg、血液型A型
東京都出身
趣味：音楽鑑賞、映画鑑賞（アイアンマン など）、漫画（ONE PIECE、ジョジョの奇妙な冒険、コジコジ など）
特技：水泳、UNO、バドミントン、カラオケ、アーチェリー
小学校教諭教員免許（全科）の資格有り。
- 斉藤 正伸（さいとう まさのぶ、1991年2月1日（34歳） - ）
ツッコミ役担当。
身長164cm、体重50kg、血液型A型
東京都豊島区出身[2]。
趣味：映画の鑑賞と評論（好きな映画は男はつらいよシリーズ、スピード、スーパー!、ダークナイト、用心棒、平成ガメラシリーズ、ヴィジット。ホラー映画も好む[3]）、ウーパールーパーやカメを飼うこと。
特技：映像編集。
好きな俳優・有名人：チャーリー・チャップリン、マイケル・ジャクソン、井上雄彦、渥美清、宮沢りえ、ジョゼフ・ゴードン＝レヴィット、レオナルド・ディカプリオ、二階堂ふみ 、浜辺美波
高校生時代の部活は演劇部。自主制作映画を監督として作っていた[4]。最初は映画監督を目指していた[3]。
いとこはバンド「SWANKY DANK」のメンバー[5]。

出典：

## 略歴・概説
二人は中学生時代からの同級生同士。二人とも創価大学に進学し、大学の落語研究会でお笑いコンビを組む。大学生時代から『学生才能発掘バラエティ 学生HEROES!』（テレビ朝日）にて、学生芸人として「わらいのゼミナール」などの企画に二期生として不定期レギュラー出演していた。2011年、第1回大学芸会で優勝（準優勝は真空ジェシカ）。
しかし大学卒業後は普通に就職することになったため、一度コンビを解散。斉藤はCM制作会社に就職。城戸は小学校・中学校の非常勤教師として勤務、教師をやりながら芸人の活動もしていた。しかし斉藤はスタッフとしてCM撮影に臨むタレントの方を見るたびに夢を諦めきれなくなり、再びプロの芸人を目指すことになり1年足らずで会社を退職。城戸を誘って2014年に再結成し、プロデビューした。
コンビ名の由来は二人の外見からで、城戸がジャガイモ、斉藤がアーモンドに似ていることからこの二つを合わせてジャガモンドとした。
ネタは主に漫才。正統派漫才と言われている。ネタを始める前に、城戸が「幸あれ～!」という台詞を発するのが定番となっている。

## 出演

### テレビ
- 学生才能発掘バラエティ 学生HEROES!（テレビ朝日）
2012年5月3日、2012年5月17日、2012年6月28日、2012年7月5日、2012年7月12日、2012年8月2日、2012年11月29日、2013年3月7日、2015年4月16日、2015年5月7日、2017年9月7日、2017年9月14日、2017年9月21日、2017年9月28日
2017年9月中は、プロになった元学生芸人として「あの学生芸人は今」の企画で出演[12]。
- 人生のパイセンTV（フジテレビ）
- 目指せ!! アウトレット芸人（千葉テレビ放送）
- つば九郎タイムス（フジテレビONE）- 2016年11月23日
- 前略、西東さん（中京テレビ放送）- 2017年3月25日
- 真夜中のおバカ騒ぎ!（千葉テレビ放送・2017年11月2日、TOKYO-MX・2017年11月4日）
- MATSUぼっち（フジテレビ）- 2018年3月21日、城戸のみ
- 全力!脱力タイムズ（フジテレビ）- 2018年7月6日
- 深夜に発見!新shock感〜一度おためしください〜（テレビ東京）- 2018年7月7日深夜
- ホリ＆はなわ＆美咲のお宝鑑定団が行く！（千葉テレビ）- 2018年10月20日
- EXD44（テレビ朝日）- 2019年3月24日
- 情報番組 マチコミ（テレビ埼玉） - 斉藤のみ、2020年3月4日[13] 以降レギュラー出演
- おまけの夜（静岡朝日テレビ）- 斉藤のみ、2020年1月～3月レギュラー出演
- でんじろうのTHE実験（フジテレビ）- 2020年11月13日、オードリー春日俊彰の人間ゼリー実験の間のネタ見せ企画に出演[14]

### ラジオ
- ON8+1（bayfm） - 2017年9月5日
- 土屋礼央 レオなるど（ニッポン放送） - 2017年9月27日

### 映画
- 歩女（2024年8月3日） - 斉藤のみ[15]

### WEB番組
- シネマンション（YouTube）- 斉藤のみ、2018年～
- おまけの夜(YouTube)- 斎藤のみ
- しゃべんじゃーず(YouTube)- 斎藤のみ

### 単独ライブ
- ジャガモンドのB面ライブ（新ネタ中心のミニワンマンライブ。mark01（第1回）は2014年11月9日）[16][17]
- 最強にSuper!!（2015年7月27日、新宿Vatios）
  - 最強にSuper!!おかわり（2015年8月8日・8月9日　中野・劇場HOPE）
- GOKIGEN すぷらっしゅ!!（2016年8月4日、座・高円寺2）